# Jacques Hébert (homme politique, 1923-2007)
Pour les articles homonymes, voir Jacques Hébert et Hébert.
Jacques Hébert (né le 21 juin 1923 à Montréal - mort le 6 décembre 2007 dans la même ville) était un journaliste, essayiste, éditeur et homme politique québécois, membre du Parti libéral du Canada, qui fut également sénateur de Wellington de 1983 à 1998.

## Biographie
Jacques Hébert a fait ses études au Collège Sainte-Marie de Montréal, à l'Université de l'Île-du-Prince-Édouard et à l'École des hautes études commerciales de Montréal.
Il a été le directeur fondateur de l'hebdomadaire Vrai, secrétaire et administrateur de la revue Cité libre et directeur fondateur des Éditions du Jour. Il fonda également la Ligue des droits de l'homme, qui devint par la suite la Ligue des droits et libertés, avec Pierre Elliott Trudeau, Gérard Labrosse et J.Z. Léon Patenaude, en 1963.
Tout au long de sa vie, il fut un farouche adversaire et détracteur de Maurice Duplessis. Il était également opposé au nationalisme québécois sous toutes ses formes.
Il a écrit et plaidé publiquement en faveur de l'innocence de Wilbert Coffin lors de l'Affaire Coffin, notamment dans un ouvrage intitulé Coffin était innocent publié aux Éditions de l'Homme, en 1958, qu'il fonde la même année. Trois ans plus tard, il fonde les Éditions du Jour, maison d'édition qui sera très influente dans le milieu littéraire québécois dans les années 1960 et au début des années 1970. Il quitte en 1974.
En 1971, il fonde Jeunesse Canada Monde, alors que c'est en 1977 qu'il a fondé Katimavik.  Ces deux organismes ont un point en commun : réunir des jeunes de partout, d'origines différentes, de langues et cultures différentes.  Le programme de Jeunesse Canada Monde a un volet international (en général, trois mois dans une communauté canadienne et trois mois à l'étranger), alors que Katimavik propose une meilleure compréhension du Canada en proposant trois communautés canadiennes. En général, ces programmes sont d'une durée de cinq à neuf mois.
Il adorait Cuba et, dans les dernières années de sa vie, il y vivait la plupart de ses hivers.
Décédé le 6 décembre 2007 à Montréal à l'âge de 84 ans, il a légué son corps à l'Université de Montréal.

## Publications
- Autour des trois Amériques, 1948
- Autour de l'Afrique, 1950
- Aïcha l'Africaine, 1950
- Aventure autour du monde (L'Extrême-Orient en feu (1 vol.); L'Inde aux mystères (1 vol.); L'Asie musulmane (1 vol.), 1952
- Coffin était innocent, 1958
- Deux innocents en Chine rouge, (avec Pierre Elliott Trudeau), 1961
- J'accuse les assassins de Coffin, 1963
- Trois jours en prison, 1965
- Les écœurants, 1966, 1987
- Deux innocents dans un igloo, 1990
- Duplessis non merci!, 2000
- Katima quoi, 2001
- En 13 points Garamond, 2002
- La Comtesse de Merlin, 2004

## Honneurs
- 1978 - Officier de l'Ordre du Canada
- 1997 - Doctorat honoris causa de l'Université Ryerson
- Chevalier de l'ordre souverain de Malte
- Chevalier de l'ordre de la Pléiade

## Archives
Il y a un fonds Jacques Hébert à Bibliothèque et Archives Canada. 